# Anne de Habsbourg
Anne de Habsbourg (1318-1343), née à Vienne en 1318, est la plus jeune des filles de Frédéric le Bel et de son épouse Isabelle d'Aragon. Ses grands-parents paternels sont l'empereur du Saint-Empire Albert Ier et Élisabeth de Tyrol et ses grands-parent maternels sont le roi Jacques II d'Aragon et Blanche d'Anjou.

## Unions
Anne est issue des principales lignées royales de son époque et l'organisation de son mariage est de la plus haute importance car elle reste la seule héritière de ses parents après la disparition prématuré de son frère Frédéric (mort en 1322) et de sa sœur Élisabeth (morte en 1336) sans héritier.
Dans un premier temps, elle est fiancée avec le futur Casimir III de Pologne, fils de Ladislas Ier de Pologne et d'Edwige de Kalisz. Toutefois, ce projet matrimonial est abandonné après la défaite de son père prétendant au trône du Saint-Empire lors de la bataille de Mühldorf en 1322.
Entre le 4 juillet 1326 et le 21 septembre 1328, Anne épouse Henri XV de Bavière. Leur union est brève et Henri meurt sans descendance en 1333. Anne est ensuite mariée le 28 septembre 1336 avec Jean-Henri de Goritz. Ce mariage est également stérile et Anne est de nouveau veuve dès 1338.
Après ces expériences conjugales malheureuses, Anne se retire comme religieuse dans le couvent de Sainte-Claire de Vienne en 1340, dont elle devient plus tard abbesse et où elle meurt le 14 décembre 1343 et est inhumée.